# 內泰卡河 (茲布魯奇河支流)
涅捷卡河（羅馬化：Neteka）是烏克蘭的河流，位於該國西部捷爾諾波爾州，流經捷尔诺波尔区，屬於茲布魯奇河的右支流，河道全長13公里，河畔城鎮有霍洛特基。